# 佩恩·惠特尼体育馆
佩恩·惠特尼体育馆（Payne Whitney Gymnasium）属于美國耶鲁大学体育馆。

## 历史
建于1932年，由1926届校友约翰·海·惠特尼捐赠，以纪念他的父亲佩恩·惠特尼。建筑师是约翰·罗素·波普，馆内包含各种运动设施，是世界第二大体育馆。